# Sostino
Sostino è una frazione montana (656 m s.l.m.) del comune di Foligno (PG), appartenente alla Circoscrizione n. 8 "Valle del Menotre".
Il paese (pr. Sostìno) si trova sulla strada che, deviando dalla Strada Statale 77 della Val di Ponte, si inerpica nella gola tra il monte di Pale e il monte Smontatotio, per raggiungere gli abitati di Franca e le piane di Ricciano e Colfiorito. Questa strada era l'antica "via Plestina", che in questo tratto è stata sostituita dalla S.S. 77. Dal paese, inoltre, si può raggiungere la sommità del monte di Pale. Secondo i dati del censimento Istat 2001, il paese è abitato da 41 residenti.

## Storia
Scavi archeologici effettuati nel 1989 hanno evidenziato i resti di un santuario dell'Età del Ferro, proprio sulla cima del monte Pale. Sono stati trovati anche i resti di un sacello decorato, mentre è ben evidente la presenza di un'alterazione artificiale (intagliature e tassellature) della roccia sommitale, probabilmente allo scopo di gestire meglio l'afflusso dei fedeli.
Presso il monte di Franca, altri scavi effettuati nel 1971, hanno dissotterrato una necropoli preromana con una ventina di tombe ad inumazione, risalenti al VI-V secolo a.C. I corredi funerari trovati, di buona fattura, sono composti da oggetti in bronzo, ferro e vetro.
Nel Medioevo, a causa della sua collocazione geografica, era un rinomato luogo di sosta, in quanto offriva un certo numero di alberghi e locande dove mangiare ed alloggiare a buon prezzo.
Si racconta che nel 1543, presso l'Osteria della Corona, si fermò a mangiare papa Paolo III assieme al suo seguito. L'oste, un certo Tommaso di Pierantonio, abbastanza indigente e con una numerosa prole (ben cinque figlie), raccontò al Papa della sua situazione e delle difficoltà incontrate nel pagare le tasse. In virtù di questo, il Pontefice lo esentò perpetuamente dal pagare i dazi al comune di Foligno.

## Economia
L'agricoltura (coltivazione della patata rossa) e la pastorizia hanno offerto e continuano ad offrire sostentamento e reddito agli abitanti del luogo. In tempi più recenti, lo sviluppo del turismo naturalistico ed escursionistico ha apportato notevoli benefici. Come tutti i paesi del territorio montano di Foligno, il terremoto del settembre 1997 ha arrecato notevoli danni alle abitazioni del paese, solo in parte riparati.

## Monumenti e luoghi d'interesse
- Chiesa di S. Michele. Ha custodito al suo interno per parecchi secoli un'importante pala trecentesca di scuola umbra, trafugata e poi ritrovata nel 2002;
- Valle del fiume Menotre;
- Monte di Pale.